# 肯·巴克
肯·巴克（英語：Ken Buck，1959年2月16日—）是美国的一位政治人物，共和黨籍。2010年他曾參加聯邦參議員選舉但未勝出。2015年至2024年，他是科羅拉多州第4選舉區選出的聯邦眾議員。